# Nephalioides rutilus
Nephalioides rutilus là một loài bọ cánh cứng trong họ Cerambycidae.